# Via Sallustio Bandini
Via Sallustio Bandini è una strada del centro storico di Siena, nel Terzo di San Martino. Infatti vi risiede anche il Palazzo Bandini-Piccolomini, dove oggi hanno sede degli uffici dell'Università di Siena.

## Storia e descrizione
La strada è dedicata a Sallustio Bandini letterato ed economista senese che visse nel palazzo al n. 25, oggi sede di uffici dell'Università di Siena. Tale edificio, palazzo Bandini-Piccolomini, è attribuito ad Antonio Federighi.
Tutti i palazzi presenti nella via, hanno una notevole importanza storico artistica, essendo tutti notificati dalla sovrintendenza di Siena.
La strada ha un'impronta prettamente duecentesca, soprattutto nel segmento nord-occidentale, culminante alla collegiata di Santa Maria in Provenzano.